# Волас (Јужна Дакота)
Волас (енгл. Wallace) град је у америчкој савезној држави Јужна Дакота.

## Демографија
По попису из 2010. године број становника је 85, што је 1 (-1,2%) становника мање него 2000. године.
| Група             | 2000.       | 2010.      |
| Белци             | 86 (100,0%) | 82 (96,5%) |
| Афроамериканци    | 0 (0,0%)    | 2 (2,4%)   |
| Азијати           | 0 (0,0%)    | 0 (0,0%)   |
| Хиспаноамериканци | 0 (0,0%)    | 0 (0,0%)   |
| Укупно            | 86          | 85         |